# Oberelchingen
Oberelchingen ist einer von drei Ortsteilen der Gemeinde Elchingen im schwäbischen Landkreis Neu-Ulm in Bayern. 

## Geographie
Das Pfarrdorf Oberelchingen liegt zwischen den beiden anderen Gemeindeteilen, nämlich Thalfingen im Westen und Unterelchingen im Osten. Der Ort liegt am Südhang der Schwäbischen Alb und befindet sich auf 530 m ü. NHN. Der Ort hat etwa 3000 Einwohner, somit wohnt in Oberelchingen beinahe ein Drittel der Bevölkerung Elchingens. Am nordöstlichen Ortsrand befindet sich das Kloster Elchingen.

## Geschichte
Die ehemaligen Gemeinden Oberelchingen, Thalfingen und Unterelchingen schlossen sich im Rahmen der Gebietsreform in Bayern am 1. Mai 1978 zur Gemeinde Elchingen zusammen. 

## Sehenswürdigkeiten
- Ehemalige Abteikirche des ehemaligen Reichsstifts Elchingen, jetzt Pfarrkirche St. Peter und Paul

Siehe auch: Liste der Baudenkmäler in Oberelchingen

## Söhne und Töchter
In Oberelchingen geboren:
- Konstantin Vidal (1900–1990), deutscher Politiker (CSU) und Mitglied des Bayerischen Landtages

## Vereine
Oberelchingen weist ein aktives Vereinsleben auf. Beispiele sind die Karnevalsgesellschaft Oberelchingen (KGO), die Freiwillige Feuerwehr Oberelchingen und die Deutsche Pfadfinderschaft Sankt Georg (DPSG) Oberelchingen.